# Bogdan Rożek
Bogdan Rożek (ur. 1958) – polski koszykarz występujący na pozycji skrzydłowego, wielokrotny medalista mistrzostw Polski.

## Osiągnięcia
Drużynowe
- Wicemistrz Polski (1979)
- Brązowy medalista mistrzostw Polski (1977)
- Awans do najwyższej klasy rozgrywkowej:
  - z Baildonem Katowice (1985)
  - z Resovią Rzeszów (1987)